# 皆川三郎
皆川 三郎（みながわ さぶろう、1906年9月14日 - 1998年10月21日）は、日本の英語学・英語史学者。

## 略歴
新潟県出身。東京外国語学校英語科卒。1981年「形成期の東インド会社とWilliam Adams」で立正大学文学博士。高知商業学校教師、1938年仙台陸軍幼年学校教官、1946年長岡工業専門学校教員、1949年新潟大学助教授、のち明治学院大学教授、1977年定年、帝京大学文学部教授を務めた。トマス・ハーディのほか、江戸時代の西洋との交通について研究した。

## 著書
- 『十九世紀初頭の朝鮮及琉球の民情 キヤプテンホールの「航海記」に現はれたる』中野商店出版部 1931
- 『簡約英文法 訂正版』南雲堂 1952 2版
- 『副詞の研究』篠崎書林 1954
- 『形容詞の研究』(英文法研究双書) 篠崎書林 1955
- 『英文法・作文の研究』篠崎書林 1956
- 『形容詞・副詞』(実践英文法シリーズ) 泰文堂 1959
- 『英作文修辞法』千城書房 1963
- 『修辞法と英文構成』竹村出版 1969
- 『エリザベス朝日英関係文献と言語 続』篠崎書林 1974
- 『ウィリアム アダムス研究 歴史的展望と人間』泰文堂 1977
- 『英人の観た徳川初期の世相 平戸商館長日記より』泰文堂 1979
- 『形成期の東インド会社とWilliam Adams』篠崎書林 1983
- 『海へ行く人々 大航海時代の英国』竹村出版 1986
- 『海洋国民の自叙伝 英国船員の日記』泰文堂 1994
- 『大航海時代英国船員の日記』泰文堂 1996

### 共編著
- 『英国的ヒューマーの研究 anecdotes』久我雅紹共編 竹村出版 1969
- 『英語教育史年表 黎明期から終戦まで』編 竹村出版 1969
- 『現代高等英文集』野津直久共編 泰文堂 1974
- 『チュードルスチュアート朝英語辞典』竹前文夫共著 竹村出版 1986

### 訳注
- 『平戸英国商館日記』編注 篠崎書林 1957
- 『日露戦争海外写真集』編訳 新人物往来社 1990

### 監修
- 『江戸いろはカルタ』原和子、持田靖之編（監修）泰文堂 1976

## 論文
- <皆川三郎